# Poloniella
Poloniella is een geslacht van uitgestorven kreeftachtigen uit de klasse van de Ostracoda (mosselkreeftjes).

## Soorten
- Poloniella (Dizygopleura) angustisulcata (Swartz & Whitmore, 1956) Polenova, 1986 †
- Poloniella (Dizygopleura) ansericomma Schallreuter, 1986 †
- Poloniella (Dizygopleura) diversa (Adamczak, 1961) Jordan, 1964 †
- Poloniella (Dizygopleura) kummerowi (Jordan, 1964) Polenova, 1986 †
- Poloniella (Dizygopleura) mira (Bushik, 1968) Polenova, 1986 †
- Poloniella (Dizygopleura) sulcireducta Jordan, 1964 †
- Poloniella (Dizygopleura) swartzi (Ulrich & Bassler, 1923) Jordan, 1964 †
- Poloniella (Dizygopleura) xiangzhouensis (Wang, 1983) Polenova, 1986 †
- Poloniella (Framella) maclareni Weyant, 1968 †
- Poloniella (Framella) scheii Weyant, 1968 †
- Poloniella (Framella) stefanssoni Weyant, 1968 †
- Poloniella (Framella) sverdrupi Weyant, 1968 †
- Poloniella (Hoia) costata (Ulrich & Bassler, 1923) Schallreuter, 1986 †
- Poloniella (Hoia) opportuna (Gailite, 1967) Schallreuter, 1986 †
- Poloniella (Hoia) unipunctata (Ulrich & Bassler, 1923) Schallreuter, 1986 †
- Poloniella (Parapoloniella) adamczaki Jordan, 1964 †
- Poloniella (Poloniella) chaleurensis (Copeland, 1962) Lundin, 1968 †
- Poloniella (Poloniella) spristersbachi Zagora (K.), 1968 †
- Poloniella adamczaki Lundin, 1995 †
- Poloniella adamczaki Zbikowska, 1983 †
- Poloniella alexanderi Krandijevsky, 1963 †
- Poloniella bisulcata Zagora (K.), 1968 †
- Poloniella brevis Adamczak, 1961 †
- Poloniella chaleurensis (Copeland, 1962) Lundin, 1968 †
- Poloniella clara (Polenova, 1952) Lethiers et al., 1985 †
- Poloniella claviformis (Kummerow, 1953) Becker, 1964 †
- Poloniella confluens (Spriestersbach, 1925) Stoltidis, 1971 †
- Poloniella cornuta Abushik & Trandafilova, 1978 †
- Poloniella costata Abushik & Trandafilova, 1978 †
- Poloniella cuneata (Kummerow, 1953) Becker, 1965 †
- Poloniella deplanata Abushik & Trandafilova, 1978 †
- Poloniella devonica Guerich, 1896 †
- Poloniella globosa Becker, 1964 †
- Poloniella jucunda Abushik & Trandafilova, 1978 †
- Poloniella kielanae Pribyl, 1953 †
- Poloniella margaritae Abushik & Trandafilova, 1978 †
- Poloniella montana (Spriestersbach, 1909) Groos, 1969 †
- Poloniella oleskoiensis (Neckaja, 1960) Krandijevsky, 1963 †
- Poloniella paeckelmanni Zagora (K.), 1968 †
- Poloniella pennsylvanica (Jones, 1889) Veen, 1922 †
- Poloniella rara Abushik & Trandafilova, 1978 †
- Poloniella regularis Zbikowska, 1983 †
- Poloniella richteri (Koninck, 1876) Stoltidis, 1972 †
- Poloniella spriestersbachi Zagora (K.), 1968 †
- Poloniella tertia Kroemmelbein, 1953 †
- Poloniella trisinuata (Van Pelt, 1933) Zbikowska, 1983 †